# Masakani, Hosanagara
Masakani là một làng thuộc tehsil Hosanagara, huyện Shimoga, bang Karnataka, Ấn Độ.